# Павлов Віталій Сергійович
Віталій Сергійович Павлов (нар. 25 червня 1988) — український футболіст, півзахисник клубу «Інгулець».

## Життєпис
Вихованець криворізького «Кривбасу». У 2007 році потрапив у дубль «Кривбасу». В основі «Кривбаса» дебютував 17 червня 2007 року в матчі проти ФК «Харків» (2:0). Усього за «Кривбас» провів 3 матчі в чемпіонаті України і 1 матч у Кубку України. За дубль провів 53 матчі і відзначився 1 голом. Влітку 2009 року перейшов в івано-франківське «Прикарпаття». Але незабаром опинився в аматорському клубі «Мир» з Горностаївки. Після цього перейшов у криворізький «Гірник». У цій команді протягом 6 сезонів був основним ігрокомб зіграв понад 140 матчів і виходив з другої ліги до першої. Після розформування криворізького клубу перейшов у МФК «Миколаїв», в складі якого в сезоні 2016/17 зіграв в півфіналі Кубка України.